# Carlo I Tocco
Carlo I Tocco, hijo de Leonardo I Tocco, fue conde palatino de Cefalonia y Zacinto a la muerte de su padre en 1381. Estuvo bajo regencia de su madre Maddalena Buondelmonti hasta 1388.
Ocupó Natolico, Angelocastron y Dragomeste en 1405 y Ioánina y Arta en 1418, y fue déspota de Acarnania, Etolia y Epiro desde 1418 a 1429. Ocupó Clarentza en 1421 pero la perdió en 1428. No tuvo hijos legítimos y adoptó a los de su hermano Leonardo II Tocco en 1414.
Se casó con Francisca Acciaioli, señora de Megara y Sición, hija de Nerio I Acciaioli, duque de Atenas.
Su hijo ilegítimo Memnone recibió Acarnania asociado a los hijo adoptivos del padre, y tierras en Morea en 1429. Memnone perdió lo que le quedaba de Acarnania en 1449.